# Ulmo
Pour l'arbre sud-américain, voir Eucryphia cordifolia.
Ulmo est un personnage fictif qui appartient au légendaire créé par l'écrivain britannique J. R. R. Tolkien apparaissant notamment dans Le Silmarillion. Il est l'un des quatorze Valar, le plus puissant après Manwë et Varda. Il est un des Ainur qui a pris part à la composition de la « Grande Musique » d'Eru Ilúvatar qui permit la création d'Arda où prennent place toutes les aventures du légendaire de Tolkien. 
Il fut pénétré plus que tout autre par la musique d'Eru Ilúvatar. Ainsi il se tourna vers les « voix de la Mer » qui recèle encore l'écho de la Grande Musique. Il est aussi nommé le Roi des Mers.

## Histoire
Pendant la création d'Arda, il fut pénétré plus que tout autre par la Grande Musique et il tourna donc ses pensées vers l'élément liquide. Malgré les distorsions dans la musique engendrées par Melkor, il fut enchanté de voir la pluie et les flocons de neige, choses auxquelles il n'avait pas pensé. Dès son arrivée dans Arda, il entreprit de grand travaux avec Manwë et Aulë pour faire suite aux visions de la Grande Musique.
Après l'arrivée des Elfes en Terre du Milieu, les Valar voulurent les protéger de Melkor et de nombreuses expéditions furent mises sur pied pour les mener en Valinor. Oromë mena alors les Eldar, ceux qui acceptèrent le voyage, en Beleriand pour leur faire traverser l'océan, mais les Elfes étaient trop craintifs, voyant la mer pour la première fois. Ulmo se rendit alors sur les côtes, calma les Elfes et transporta une île dans la baie de Balar. Les Vanyar et les Noldor embarquèrent sur l'île qui les transporta jusqu'à Valinor. Les Teleri qui étaient encore loin dans les terres durent rester pendant un temps à l'embouchure du Sirion et Ossë venait leur rendre visite souvent. Au retour d'Ulmo, les Teleri lui demandèrent de les conduire eux aussi à Valinor et il accepta. Ossë, dont les terres se trouvaient autour de la Terre du Milieu, réussit à convaincre une partie des elfes de rester en Beleriand et les autres le quittèrent pour Valinor. Le peuple qui resta, ainsi que ceux qui cherchaient Elwë, ensorcelé par les chants de Melian, furent appelés les elfes de Falas, les Falathrim, les premiers marins. Ils fondèrent les ports de Brithombar et d'Eglarest et eurent pour roi Círdan le Charpentier. Lorsqu'Elwë fut retrouvé, ceux qui étaient sur l'île apprirent la nouvelle et demandèrent à Ulmo d'interrompre le voyage. Malgré la protestation des Valar, il enracina l'île au fond de la mer et elle fut désormais appelée Tol Eressëa, l'île solitaire.

## Le personnage
Ulmo n'a pas de compagne, mais deux serviteurs : le fougueux Ossë et la calme Uinen. Il voyage souvent seul au fond des océans, ne s'attarde jamais longtemps et ne se rend que rarement à Valinor pour participer aux Conseils des Valar dirigé par son ami Manwë Súlimo, avec lequel il a le plus d'affinités. Il prend rarement apparence d'un corps physique et son apparition est terrible : 

« […] telle une haute vague qui s'avancerait sur les terres, un heaume noir couronné d'écume et une cotte de mailles où l'argent ruisselle, moitié d'ombres vertes. »

— J. R. R. Tolkien, Le Silmarillion
.
Il peut s'avancer loin dans les terres grâces aux fleuves, lacs et rivières et connaît ainsi tous les besoins et les douleurs d'Arda.
Il est également le Vala le plus proche des peuples d'Arda, autant les Elfes que les Hommes, et au Premier Âge, le seul à venir en aide aux Ñoldor exilés. Il apprit beaucoup aux Teleri et c'est grâce à lui que la vie put poursuivre sa progression malgré les méfaits de Melkor. À l'arrivée des Elfes, lors d'un conseil des Valar, il était d'avis de laisser les elfes faire leurs propres choix et de ne pas les transporter en Valinor.

## Noms et étymologie
Le nom Ulmo est composé en quenya ou sindarin, une langue fictive créée par J. R. R. Tolkien pour les elfes. Il est composé de la racine ulu qui se traduit par « verser, couler rapidement ». Dans les ébauches de Tolkien, il est nommé Linquil, mais ce nom fut corrigé par la suite.

## Conception et évolution
Certains passages concernant Ulmo ne font pas partie des premières versions du Silmarillion. Les dernières versions et la publication des Contes Perdus nous permet de connaître des informations supplémentaires sur le personnage. L'alliance explicite de Manwë et Ulmo n'était pas présente dans les textes. Elle fut, plus tard, ajoutée dans les versions subséquentes.

## Sources